# Jérôme Loubry
Jérôme Loubry est un écrivain français né en 1976 à Saint-Amand-Montrond.

## Biographie
Jerôme Loubry naît à Saint-Amand-Montrond en 1976. Il travaille dans le milieu de la restauration jusqu'en 2016, date à laquelle il décide de devenir écrivain. Repéré par Caroline Lépée, l’éditrice de toujours de Guillaume Musso,, il publie l'année suivante son premier roman, Les Chiens de Détroit. En 2018 il est déjà considéré comme l'un des auteurs de polars français les plus prometteurs par le journal Le Parisien.

## Œuvre

### Romans policiers
- Les Chiens de Détroit. Paris : Calmann-Lévy, coll. "Calmann-Lévy noir", 10/2017, 303 p.  (ISBN 978-2-7021-6170-8) Rééd. Le Livre de Poche Thriller n° 35157, 09/2018, 310 p.  (ISBN 978-2-253-23720-4)
- Le Douzième chapitre. Paris : Calmann-Lévy, coll. "Calmann-Lévy noir", 09/2018, 355 p.  (ISBN 978-2-7021-6362-7) Rééd. Libra diffusio, coll. "Corps 16", 04/2019, 355 p.  (ISBN 978-2-37932-005-7) ; Le Livre de Poche Thriller n° 35545, 09/2019, 357 p.  (ISBN 978-2-253-25992-3)
- Les Refuges. Paris : Calmann-Lévy, coll. "Calmann-Lévy noir", 09/2019, 390 p.  (ISBN 978-2-7021-6639-0) Rééd. Libra diffusio, coll. "Corps 16", 01/2020, 442 p.  (ISBN 978-2-37932-056-9)
- De Soleil et de Sang. Paris : Calmann-Lévy, 2020.  (ISBN 978-2702166857) Rééd. Le Livre de Poche Policier n° 36229, 09/2021, 406 p.  (ISBN 978-2-253-07940-8)
- Les Sœurs de Montmorts. Paris : Calmann-Lévy, 2021.
- Le Chant du silence. Paris : Calmann-Lévy, 2023
- L'Île. Paris : Calmann-Lévy Noir, 2024

### Document
- En fauteuil à deux, Robert Laffont, 2021

### Nouvelles
- ... In Lovers Meeting, dans La Nouvelle du lendemain, anthologie numérique organisée pendant le confinement par la Ligue de l’Imaginaire, le festival Lisle noir et Cultura, 04/2020[6].
- Blanche et les sept assassins, dans Storia : 17 auteurs de thrillers s'engagent pour ELA, anthologie sous la direction de Bertrand Pirel. Paris : Hugo poche, coll. "Suspense" n° 202, 10/2020, p. 105-123.  (ISBN 978-2755685176)
- Les Doux Parfums du cimetière, dans Respirer le noir, anthologie sous la direction d'Yvan Fauth. Paris : Belfond, 05/2022, p. 225-236.  (ISBN 978-2-7144-9591-4)
- Nous trois, dans L'Amour fou, anthologie sous la dir. de Caroline Vallat. Paris : Récamier, 02/2024, p. 119-129.  (ISBN 978-2-38577-093-8)

### Collectif
- L’Enfance, c’est… / par 120 auteurs ; textes illustrés par Jack Koch ; préf. Aurélie Valognes. Paris : Le Livre de poche, novembre 2020.  (ISBN 978-2-253-08202-6)

### Livres lus
- Les Chiens de Détroit / lu par Christian Brouard. La Bazoge : Cdl Éditions, 08/2018, 1 CD audio.  (ISBN 978-2-35383-227-9)
- Les Sœurs de Montmorts / lu par Slimane Yefsah. Paris : Audiolib, 03/2022. 1 CD audio.  (ISBN 979-10-354-0823-7)
- Les Refuges / lu par Yann Sundberg. Paris : Audiolib, 06/2022. 1 CD audio.  (ISBN 979-10-354-1013-1)

## Prix et récompenses
- Prix Plume Libre D'argent 2017 pour Les Chiens de Détroit
- Prix Sang pour sang Polar 2018, Salon du Polar de Saint-Chef pour Le Douzième Chapitre
- Prix Polar du festival Mauves-en-noir 2018 pour Le Douzième Chapitre
- Prix salon La Ruche des Mots, Riez, 2018 pour Les Chiens de Détroit
- Prix Moustiers-Sainte-Marie à la Page, 2019 pour Le Douzième Chapitre
- Prix Polars de Nacre 2019 pour Le Douzième Chapitre
- Prix Cognac du meilleur roman francophone 2019 pour Les Refuges[7]
- Prix Grand prix de l'Iris Noir, Bruxelles 2019 pour Les Refuges
- Prix Sud-Ouest/Lire en poche 2020 pour Le Douzième Chapitre
- Prix Crime de L'année, Dunkerque, 2021 pour Les Refuges
- Prix Choix des libraires, Livre de Poche 2021 pour Les Refuges
- Prix des lecteurs du livre de Poche, Livre de Poche 2021 pour les Refuges